# 인천아트플랫폼

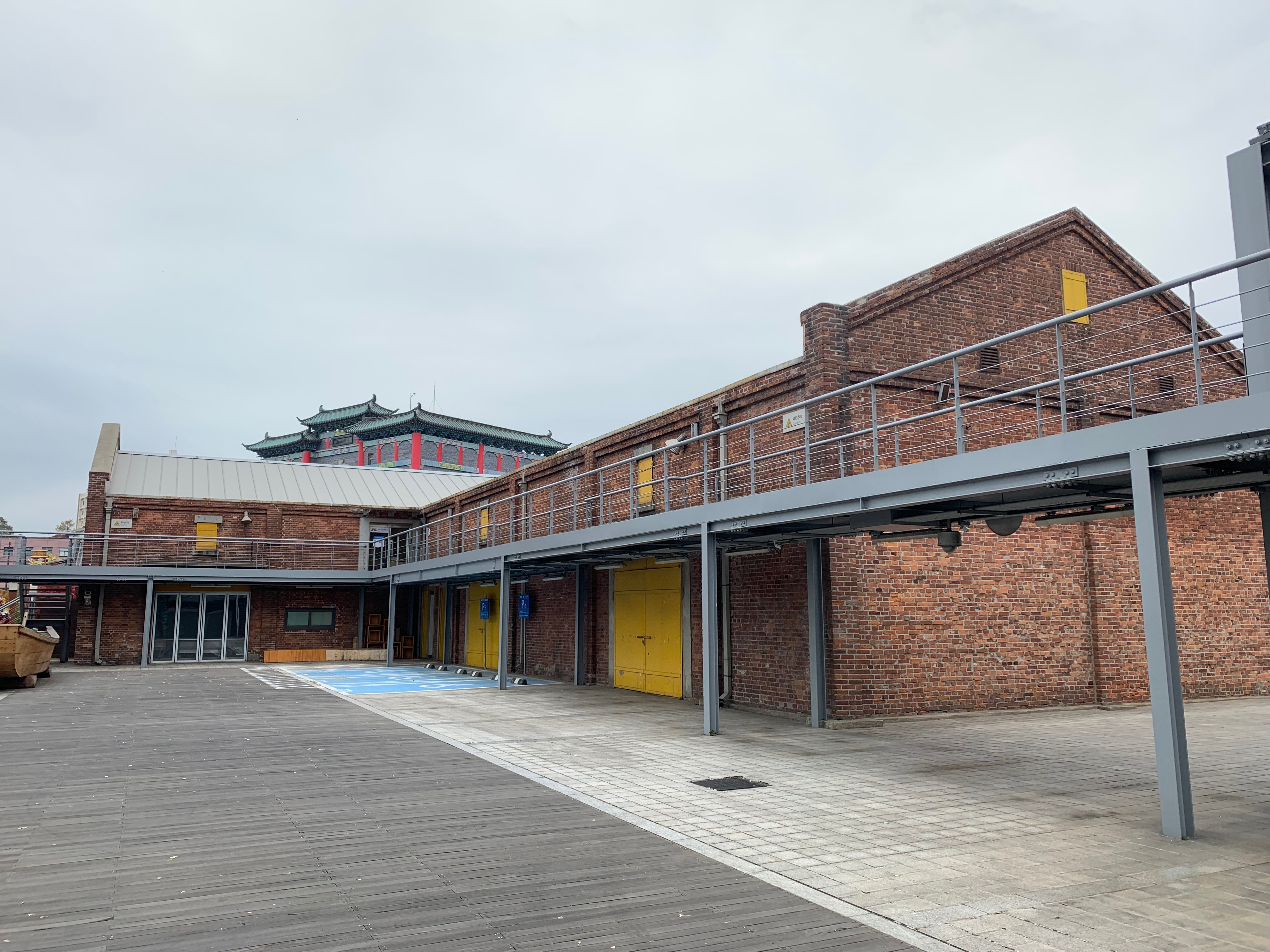
인천아트플랫폼 C동. 대한통운의 창고로 사용되었던 건물이다.

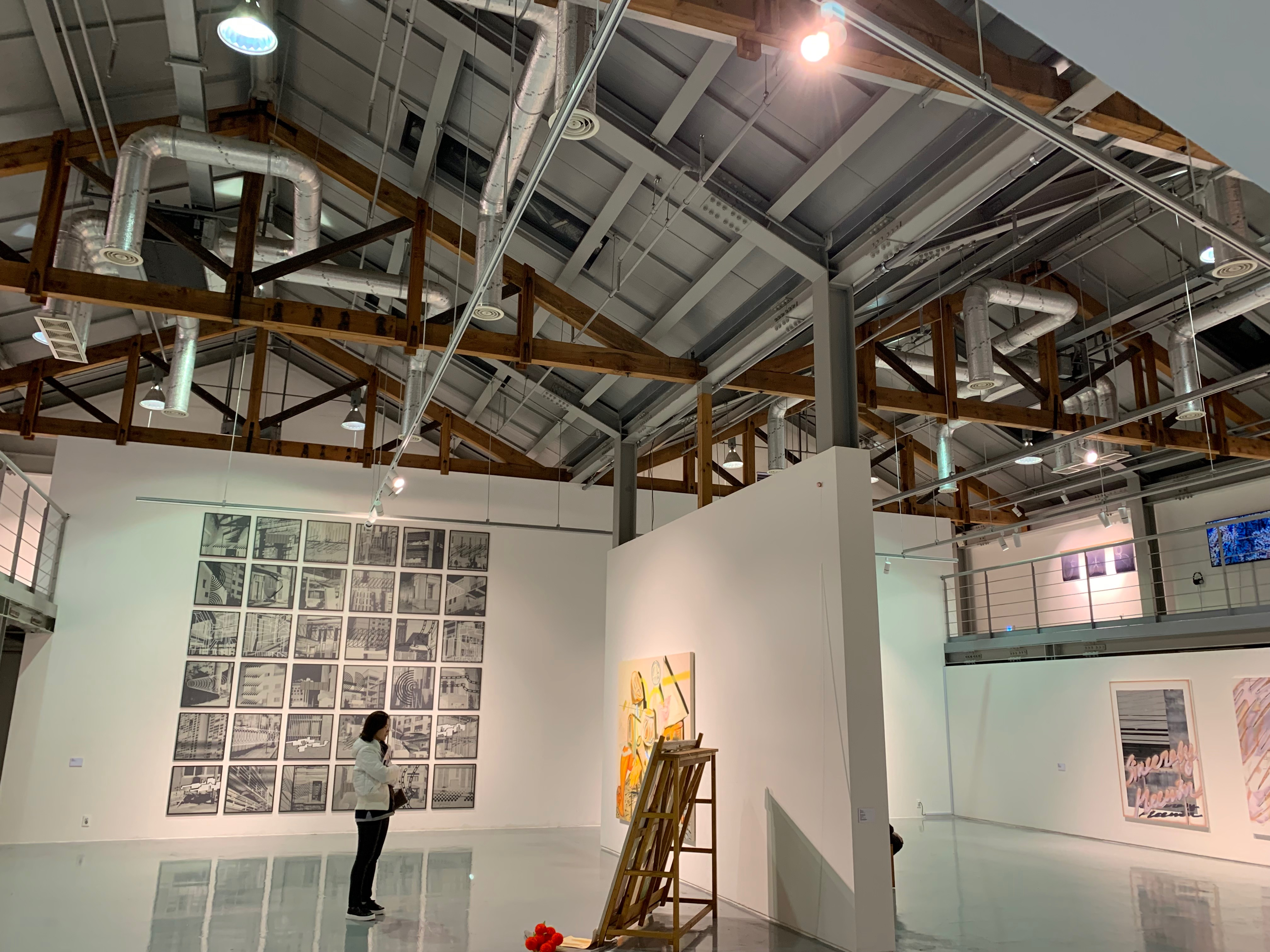
인천아트플랫폼 B동의 내부 전시 공간

인천아트플랫폼(Incheon Art Flatform)은 인천광역시 중구 해안동에 있는 전시공간 복합체이다. 구도심 재생사업을 통해 개항기에서 근현대에 이르는 여러 건물을 리모델링하여 전시 공간으로 삼고 있으며 인천문화재단이 운영하고 있다. 인천시에서 주도하여 리모델링 하였으나 운영은 인천문화재단을 통해 민간에게 위탁하고 있다. 인천아트플랫폼은 작가가 일정 기간 동안 입주하여 작업을 하고 그 결과물을 전시한다. 입주 기간이 끝난 작가들 가운데 다수는 계속해서 인근에 작업 공간을 얻어 활동하기도 한다.

## 건축물
인천아트플랫폼을 이루는 건축물은 A에서 H까지 구분된 8개 동의 근현대 건축물이다.

### A동: 군회조점(郡廻漕店)
A동은 옛 군회조점의 사무실로 1902년 벽돌로 건축한 2층 건물이다. 조점이란 운조점(運漕店)을 줄인말로 배로 물건을 나르는 조운업(漕運業)을 하는 가게란 뜻이다. 군회조점은 쓰시마 출신의 코오리킨 자부로(郡金三郞)가 세운 해운회사이다. 코오리킨은 1877년 부산으로 건너와 삼점을 열었으며 울릉도를 비롯한 여러 곳에서 이권을 얻기 위해 앞장섰다. 인천의 일본 조계 내에 군회조점을 창업하고 이 건물을 세웠다. 해방 이후 건물은 이러 저러한 용도로 바뀌어 사용되면서 애초의 용도가 잊혀졌으며 2000년대 초에는 당시까지 운영되었던 인쇄소의 이름을 따 삼우인쇄소라는 이름으로 불리고 있었다. 근현대 건축물의 리모델링 계획을 시작할 때에는 1940년대 쯤의 건물로 인식되었으나 2003년 아트플랫폼 사업을 시작하면서 상량문이 발견되어 1902년 세워졌음을 알게 되었다. :233쪽 상량문의 내용은 다음과 같다.
明治三十五年十一月十一日郡金三郞 
 메이지 35년(1902년) 11월 11일 코오리킨 자부로

벽돌로 올린 건물은 트러스 구조로 지붕을 받쳤고, 창문에는 장식 아치를 써 고급스런 느낌을 주었다. 천정의 마감에도 흰 회반죽을 써서 20세기 초 사무 공간 인테리어의 특징을 알 수 있게 한다. 벽면에 한국 전쟁 당시의 총탄 흔적이 남아 있다.:234쪽

### B 동·C 동
B동은 대한통운이 사용하던 창고를 개조한 것이다. 제물포 조약에 따라 개항을 맞은 제물포는 일제강점기 시기 인천항으로 이름을 바꾸고 조선의 가장 중요한 무역항이 되었다. 특히 1911년 공사를 시작하여 1923년 완공한 갑문의 운용으로 인천항은 조석 간만이 심한 인천 앞바다에서 상시적으로 선박이 접안할 수 있는 곳이 되었다. 이후 해방을 거쳐 1970년대까지도 이 갑문은 연안부두의 역할을 하였고 부둣가를 따라 창고가 즐비하였다. 차츰 인천항이 포화 되자 옛 도크 지역의 어시장과 연안부두가 이전하면서 물동량이 급감하였고 창고도 새 항만지역으로 이전하여 비워지게 되었다.:114-115
인천아트플랫폼 B동을 이루는 대한통운 창고는 1948년 지어진 것으로 인천아트플랫폼이 착공되던 때까지 계속하여 창고로 사용되었다. 전형적인 창고로 박공 지붕에 함석 슬레이트를 올렸다. 지금은 입주 작가의 전시 공간으로 쓰이고 있다.
C 동 역시 대한통운 창고로 목조 슬레이트 지붕을 한 창고이다.

### D 동
D동은 구 일본우선주식회사 인천지점이었던 건물이다. 일본우선주식회사는 개항이후 일본과 조선 사이의 해운을 독과하였던 기업이었다. 1888년 지어졌으며 벽돌조의 비교적 큰 건물이다. 해방 이후로도 해운사의 사무실로 쓰였다. 현재는 인천아트플랫폼의 운영 사무실로 쓰이고 있다. 2006년 인천광역시의 등록문화재로 지정되었다.
1883년 4월 우편기선 미쓰비시회사(郵便汽船 三菱會社) 부산지점의 인천출장소로 개설되었으며:42 - 43 1885년 10월 우편기선 미쓰비시회사와 공동운수회사가 합병되어 일본우선주식회사가 설립되자 1886년 7월 16일 인천지점으로 승격되었다. 건물의 준공 시기는 1888년 말에서 1889년 초로 추정되며 현존하는 대한민국의 근대건축물 중에서 가장 이른 시기에 속한다.:111

### E동·F동·G동
E동, F동, G동은 1933년 지어진 창고 건물이다. 한때 인천 지역예술가들의 “피카소 작업실”로 사용되었다. 현재는 입주 작가의 작업실과 게스트하우스로 쓰인다. 피카소 작업실은 인천 지역 문화 예술인들이 모여 공동으로 작업하던 공간이었으며 리모델링 후 현재의 인천아트플랫폼의 운영 방식에 영감을 주었다.

### H동
H동은 1943년 건축된 일본식 점포 건물이다. 리모델링 당시에는 금마차 다방이 있었기 때문에 금마차 다방 건물로 불렸다. 현재는 커뮤니티관과 인천생활문화센터로 사용되고 있다. 원래는 양쪽 벽을 벽돌로 쌓은 목조 2층 건물이었다. 지금은 그 위로 유리를 덮어 씌웠다.

## 갤러리

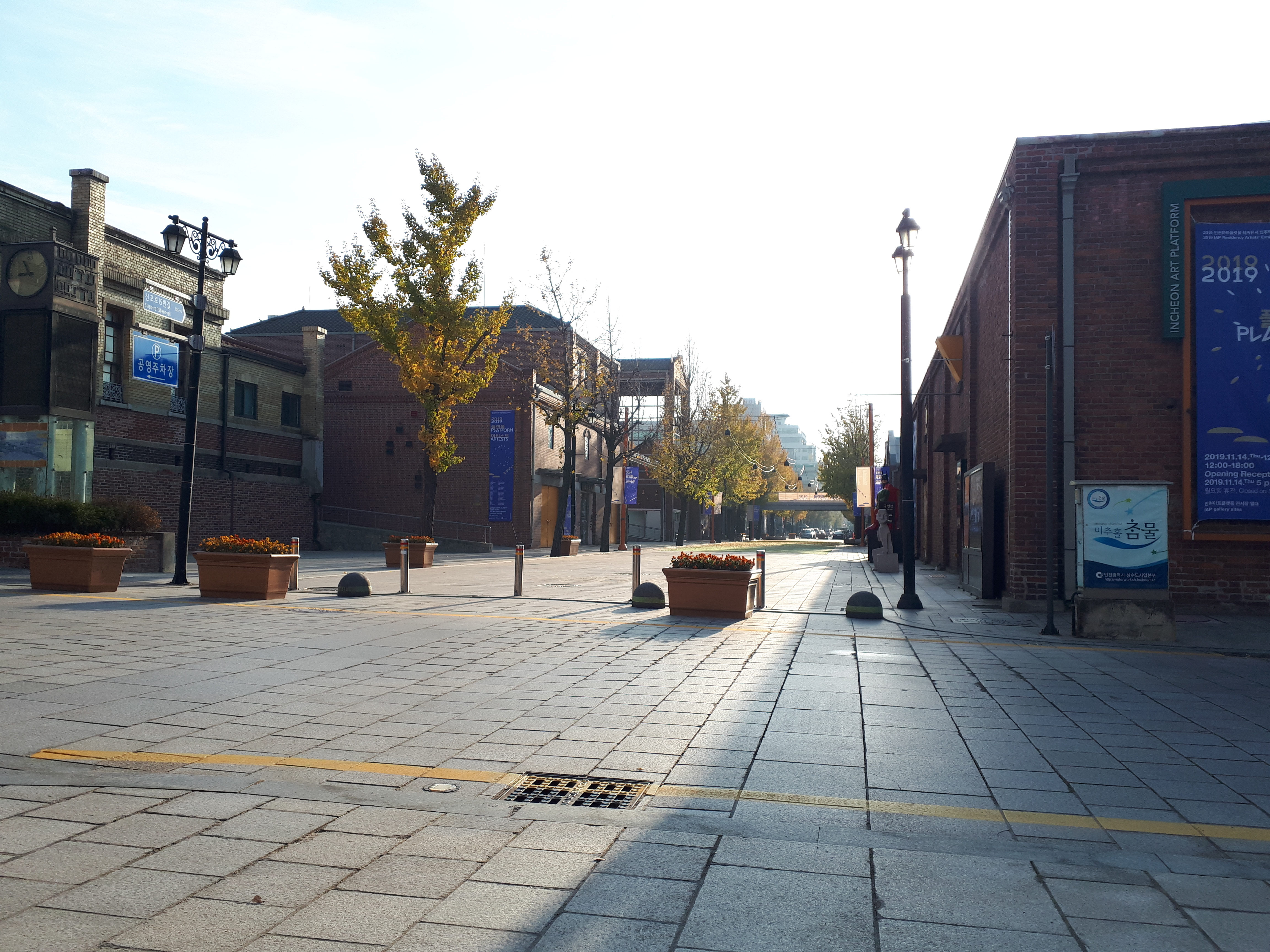
북서입구
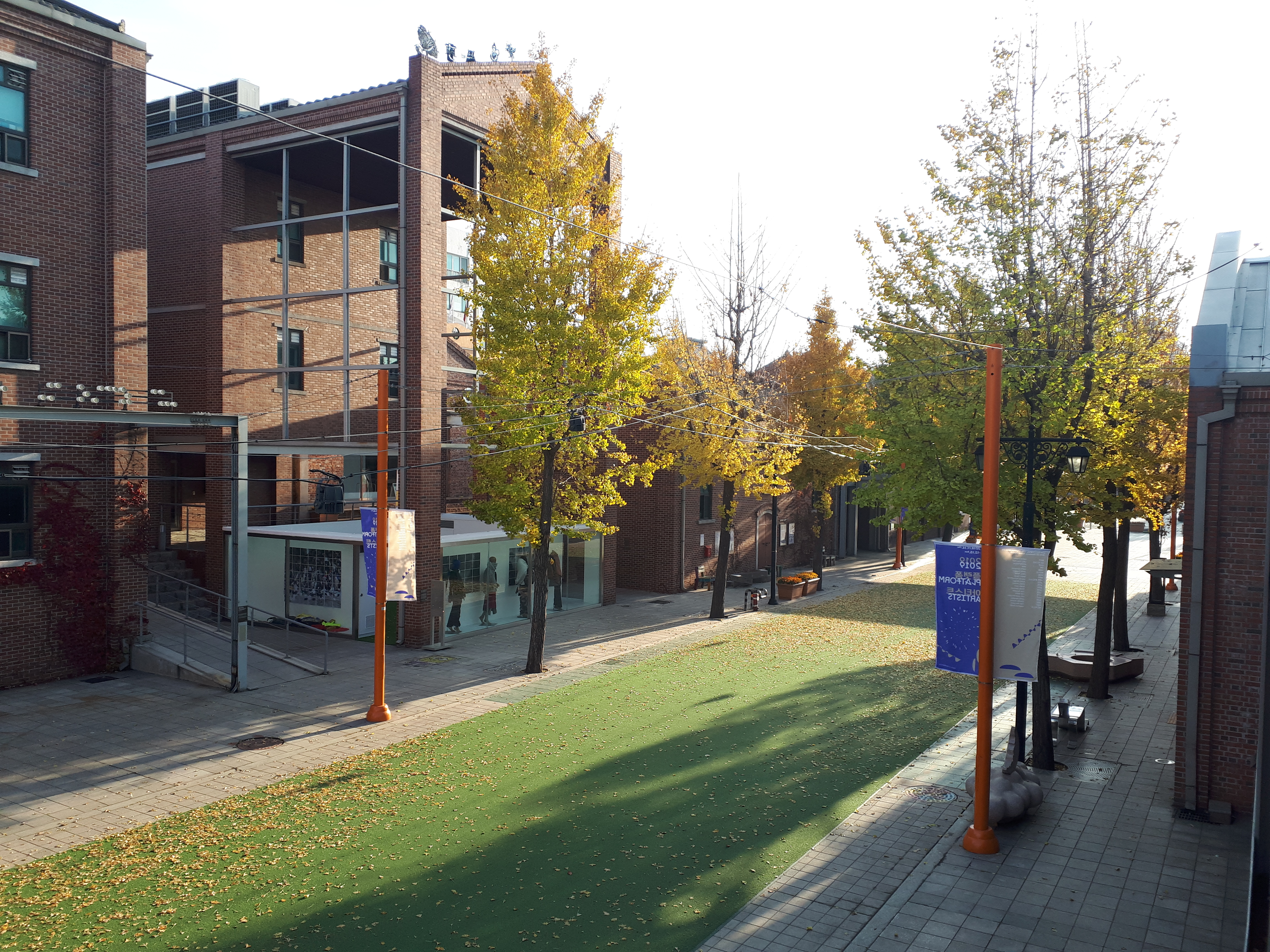
중앙길
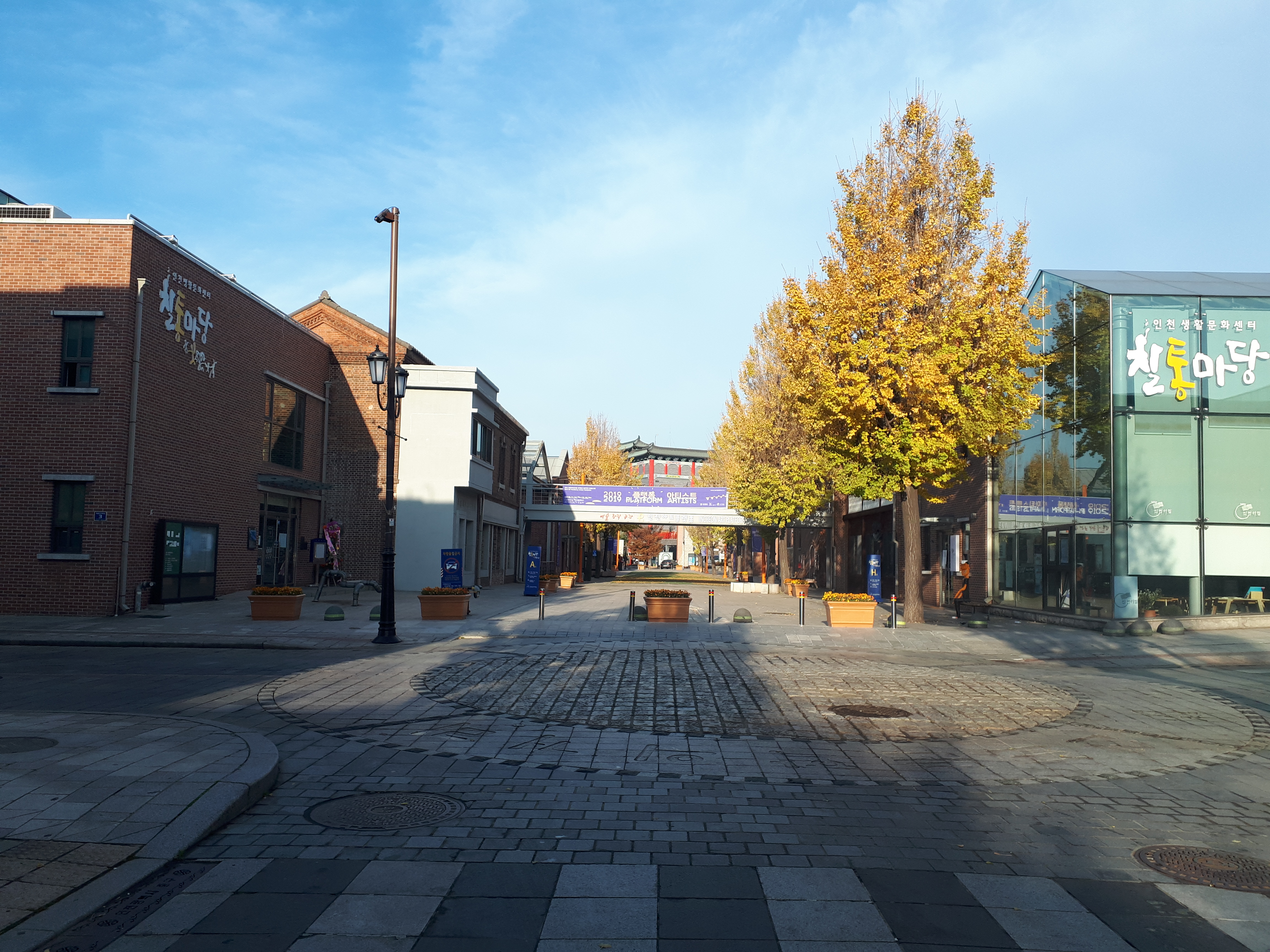
남동입구